# Повстання в таборі Ла-Куртін
Повстання в таборі Ла-Куртін (фр. Mutinerie des soldats russes à La Courtine) — події вересня 1917 року, що відбулися в таборі російського експедиційного корпусу у Франції, що знаходиться в комуні Ла-Куртін департаменту Крез регіону Лімузен. Через погіршення свого становища і під впливом звісток про революції в Росії солдати 1-ї російської бригади відмовилися підкорятися російській і французькій владі та зажадали повернення додому.
Після невдалого повстання обидві бригади корпусу були розформовані. Керівники бунту намагалися сховатися, але були схоплені й пізніше розстріляні. Більшість учасників заколоту потрапили на каторжні роботи у Північній Африці, у штрафних ротах Франції і лише незначна частина солдатів продовжили воювати на фронті. Після закінчення війни у 1919—1920 роках солдатам корпусу дозволили повернутися на батьківщину.

## Цікаві факти
- Серед повсталих солдатів табору був і майбутній маршал СРСР Родіон Малиновський.

### Російською
- (рос.) Данилов Ю. Н. Русские отряды на французском и македонском фронтах. 1916—1918. — Париж, 1933.
- (рос.) Лисовенко Д. У. Их хотели лишить Родины.
- (рос.) Егерев М. Русские солдаты во Франции. — «Военно-исторический журнал», 1959, № 9.
- (рос.) Деренковский Г. М. Восстание русских солдат во Франции в 1917 г. — «Ист. зап.», 1951, т. 38.

### Французькою
- Rémi Adam. Histoire des soldats russes en France 1915—1920 — Les damnés de la Guerre. Editions l’Harmattan, 1993.
- Roger Monclin. Les damnés de la guerre — Les crimes de la justice militaire (1914—1918). Paris, Mignolet & Storz, 1934.
- Nicolas Offenstadt. Les Fusillés de la Grande Guerre et la mémoire collective (1914—1999). Collection Poche des éditions Odile Jacob, 2000.
- Guy Pedroncini. Les Mutineries de 1917. 1967.
- Nicolas Offenstadt (dirigé). Le Chemin des Dames, de l'événement à la mémoire. Paris, Stock, 2004.
- Louis Barthas. Les carnets de guerre. Maspero, 1978; Éditions La Découverte, 1997 и 2003.
- Rémi Adam. 1917, la révolte des soldats russes en France. Editions lbc, 2007.